# 北上総合体育館
北上総合体育館（きたかみそうごうたいいくかん）は、岩手県北上市の総合体育館である。

## 概要
- 1998年竣工。
- 全国大会規模のイベントが可能であり、1999年に岩手県で行われた平成11年度全国高等学校総合体育大会の新体操競技の主会場となった。
- 2024年3月1日から5年間、トヨタ紡織東北株式会社が命名権を取得し「トヨタ紡織東北　サンシャインアリーナ」の愛称が決まった。

## 施設概要
大アリーナ
- 54.3m×40.0m

小アリーナ
- 36.5m×20.5m

その他
- ランニングコース
- クライミングボード
- トレーニングルーム
- 会議室
- 放送室
- 更衣室
- 医務室
- 事務室

## 所在地
- 岩手県北上市相去町高前檀27-36

## アクセス
- JR北上駅よりバス乗車約20分